# حسن بيت سعيد
حسن بيت سعيد (بالفارسية: حسن بیت‌سعید) هو لاعب كرة قدم إيراني، من مواليد 1990 في الخفاجية، إيران، يلعب مع نادي صنعت نفط عبادان، اختير كأفضل لاعب في دوري آزادغان لموسم 2014-2015.

## روابط خارجية
- حسن بيت سعيد على موقع Soccerway.com (الإنجليزية)